# Madurella mycetomatis
Madurella mycetomatis är en svampart som först beskrevs av Laveran, och fick sitt nu gällande namn av Brumpt 1905. Madurella mycetomatis ingår i släktet Madurella, ordningen Sordariales, klassen Sordariomycetes, divisionen sporsäcksvampar och riket svampar.   Inga underarter finns listade i Catalogue of Life.